# Фураж
Фура̀жи (или „фуражни продукти“) означава всяко вещество или продукт, включително добавки, изцяло или частично преработени или непреработени, които са предназначени за хранене на животни през устата.  
Традиционно в селското стопанство фураж се нарича храната, предназначена за хранене на селскостопански животни, като крави, овце, кокошки, свине и други. Основната част от фуража се произвежда от растения, а има и фураж с животински произход.

## Фуражни култури
Едногодишни фуражни култури:
- трева (за паша или събрана и обработена като сено или силаж)
- пшеница
- просо
- соя
- овес
- сорго
- царевица
- рапица

Многогодишни фуражни култури:
- люцерна
- трева (за паша или събрана и обработена като сено или силаж)
- детелина
- Звездан (Lotus corniculatus)